# Hannsjöarna (Näs socken, Jämtland, 699268-143989)
Hannsjöarna är en sjö i Östersunds kommun i Jämtland och ingår i Indalsälvens huvudavrinningsområde. Sjön har en area på 0,0244 kvadratkilometer och ligger 431,2 meter över havet. Sjön avvattnas av vattendraget Karsån.

## Delavrinningsområde
Hannsjöarna ingår i det delavrinningsområde (699028-144115) som SMHI kallar för Mynnar i Näkten. Medelhöjden är 408 meter över havet och ytan är 23,18 kvadratkilometer. Det finns inga avrinningsområden uppströms utan avrinningsområdet är högsta punkten. Karsån som avvattnar avrinningsområdet har biflödesordning 3, vilket innebär att vattnet flödar genom totalt 3 vattendrag innan det når havet efter 286 kilometer. Avrinningsområdet består mestadels av skog (71 procent) och sankmarker (15 procent). Avrinningsområdet har 0,15 kvadratkilometer vattenytor vilket ger det en sjöprocent på 0,6 procent.